# Calle Mariano Moreno (Tucumán)
La Calle Mariano Moreno es una calle de San Miguel de Tucumán, Tucumán, Argentina. Se extiende como continuación de calle Balcarce en su intersección con 24 de septiembre hasta la calle Padros. Lleva el nombre de Mariano Moreno, quien fuera político, periodista, doctor en leyes y secretario de guerra y gobierno de la Primera Junta de Gobierno.

## Historia
La calle fue creada con el trazado original de la ciudad en 1685, siendo extendida hacia el sur tras el ensanche de 18,30 metros de ancho de las calles de la ciudad en la intendencia de José Padilla en 1887. Durante el siglo XX se crearon diversas instituciones como el Hogar de Ciegos San Vicente de Paul en 1915 o la Escuela Bernardo de Monteagudo. Asimismo sobre esta calle se desarrollaron barrios como Villa Alem y Villa Amalia. Sobre esta calle muchos inmigrantes judíos de origen sefardí y askenazi se asentaron, dedicándose al comercio minorista.

## Sitios de Interés
A lo largo de esta calle se desarrollan varios lugares de interés y emblemáticos:
- Diario El Tucumano
- Escuela Monteagudo
- Hogar de Ciegos San Vicente de Paul
- Complejo Deportivo Instituto Dr. Carlos Pellegrini
- Escuela Secundaria Villa Amalia
- Plaza Villa Amalia